# Arnold von Winkelried
Arnold von Winkelried zwany Wielkim (zm. 27 kwietnia 1522) – szwajcarski żołnierz, od 1512 roku najemnik w służbie mediolańskiej i austriackiej przeciw Francji, a następnie w służbie francuskiej przeciw Austrii. Zginął od ognia wrogiej artylerii w bitwie pod Bicoccą, gdy sfrustrowani niepowodzeniem ataków na umocniony obóz pikinierów żołnierze zażądali od oficerów walki w pierwszej linii.
Jego nagłośniona w Szwajcarii śmierć wpłynęła prawdopodobnie na ewolucję legendy o dzielnym żołnierzu, który w bitwie pod Sempach rzucił się na kopie austriackiego rycerstwa, umożliwiając tym samym zwycięstwo Szwajcarów. Od śmierci Arnolda von Winkelrieda w 1522 roku ów bohater zaczął być w źródłach nazywany Winkelriedem, a kilkanaście lat później Arnoldem Winkelriedem.